# SaM146 發動機
SaM146 發動機是由PowerJet公司所生產的渦輪扇發動機，這是為了100人座以下區間客機等級所研發的全新航空發動機，目前供應蘇霍伊公司的苏霍伊超级喷气机-100客機（以下簡稱SSJ 100）使用。此發動機由法俄聯合研製，由法國的斯奈克瑪（Snecma）公司與俄國的土星科研生產聯合體（НПО «Сатурн»）公司共同出資成立PowerJet合資企業所生產。
斯奈克瑪承攬引擎核心機構、數位燃油控制系統（FADEC）、傳動系統與全引擎系統整合，以及飛行測試的工作。
土星生產連合體負責供應低壓渦輪葉片、引擎子系統整合、地面測試與裝機測試。

## 計畫概要

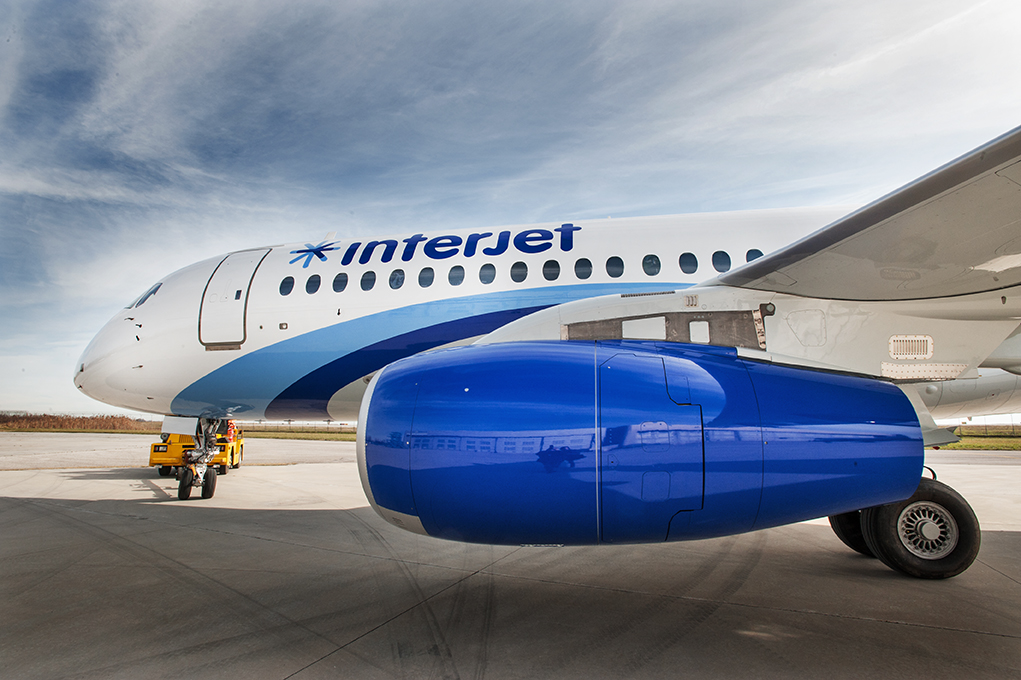
已經裝配於SSJ 100上的發動機

SaM146是由經典航空發動機CFM56的架構上研發而來，為了與普萊惠特尼、通用電氣（又稱奇異）、勞斯萊斯生產的先進商用引擎並駕齊驅以提昇市場競爭力。本發動機特別在單位成本、燃油效率、維護成本、廢棄排放、噪音與機構可靠性下足功夫。最終生產出了不遜於市場同級發動機指標的產品。
引擎的核心由斯奈克瑪研發，大量使用該公司在軍用M88引擎與實驗計畫DEM21所累積的技術，此發動機全系統非常簡潔，並引進了一體成形渦輪盤（傳統為輪盤與葉片分開生產，以螺拴結合）、高壓渦輪扇葉角度可變、一體成型機夾等先進工藝。
由於上述努力，特別是拜僅使用一體成型單級渦輪扇葉，維護簡單又省油的先進性所賜，於2008年取得國際民用航組織所制定的（CAEP VI）認證。
SaM146可輸出62至77.8KN（千牛頓），亦即6,200-7,700公斤推力，2003年蘇霍伊設計局決定選用此型號作為標準75至95人座區域型客機的發動機，也就是後來的苏霍伊超级喷气机-100計畫。
隨著SSJ 100計畫緊鑼密鼓的推進，SaM146也於2010年6月23日取得歐洲航空安全局（EASA）的型式認證，並於同年8月取得俄國官方的安全認證。
SaM146於2011年正式進入民航機隊服務。到目前為止已累積了數十萬飛行小時，所統計的可靠度達99.9%，截至目前為止並無影響飛安的故障事件傳出。
PowerJet公司從2008年量產開始，已生產了超過百具的引擎提供給SSJ 100客機使用，產能據報可於2015年達到「年產100具」的高峰。

## 應用型號
SaM146 1S17

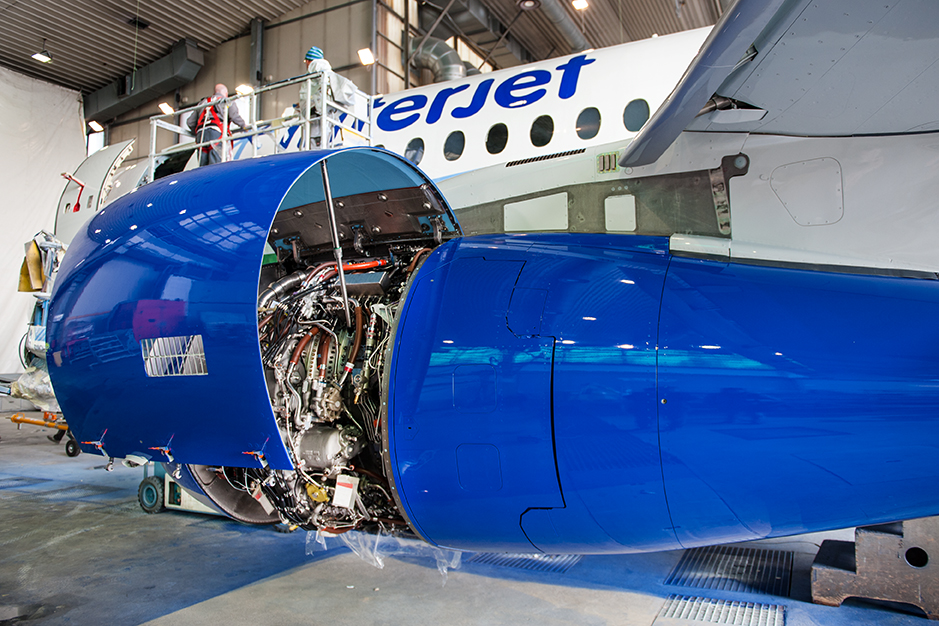
引擎罩打開狀態

- 對應SSJ 100/95

SaM146 1S18
- 對應SSJ 100/95LR（LR表示長程款機種）

## 技術規格（型號：SaM146-1S17）

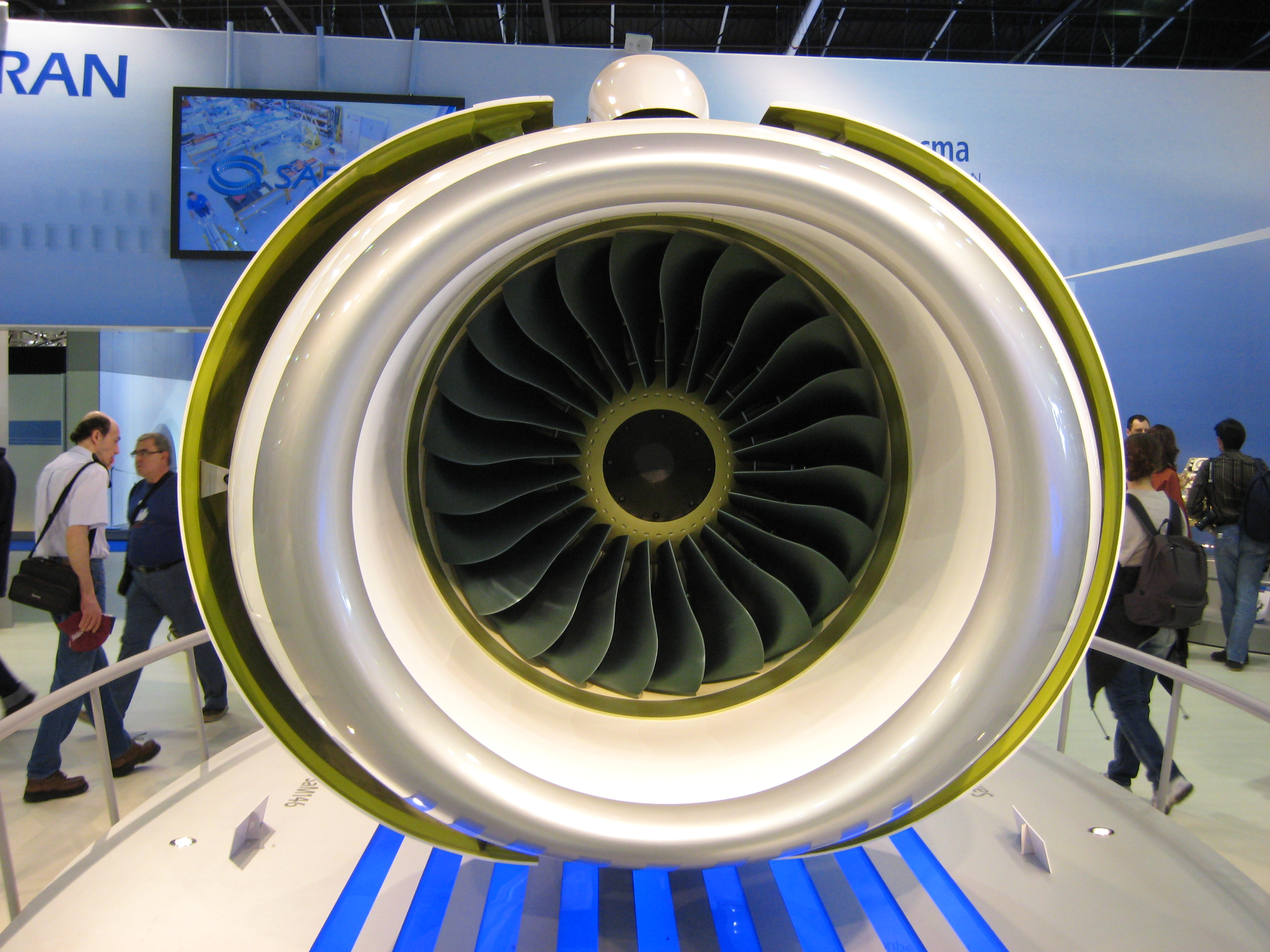
展示於2007年巴黎航空展的PowerJet SaM146

### 概况
- 类型： 高旁通比渦輪扇發動機
- 长度： 2.2米（87英寸）
- 直径： 1.22米（48英寸）
- 淨重： 1,708（3,765磅）

### 组件
- 压缩机： 1級進氣扇, 3級低壓, 6級高壓
- 燃烧室： 環形燃燒室
- 涡轮： 1級高壓渦輪, 3級低壓渦輪
- 燃料类型： , TS-1, RP（航空煤油）

### 性能
- 最大推力： 76.84 kN（17,270 lbf）（最大起飛推力）
- 总压比： 23.8:1
- 旁通比： 4.43:1
- 燃料消耗率： 0.374 磅/lbf-hr（淨推力）and 0.629 磅/lbf-hr（巡航推力）
- 推重比： 5.3:1

## 延伸閱讀
- PowerJet SaM146 product page（页面存档备份，存于）
- PowerJet press kit – Aero India 2009 – February 11 - 15, 2009 (pdf)[永久]
- Sam146 Fan Stress Characteristics Optimization by IOSO (pdf, 120Kb)（页面存档备份，存于）
- Sam146 Fan Efficiency Optimization by IOSO (pdf, 220Kb)（页面存档备份，存于）
- The Powerjet chairman speaks about SaM146（页面存档备份，存于）